# Golubovac Divuški
Golubovac Divuški is een plaats in de gemeente Dvor in de Kroatische provincie Sisak-Moslavina. De plaats telt 104 inwoners (2001).